# Brachionus keikoa
Brachionus keikoa är en hjuldjursart som beskrevs av Koste 1979. Brachionus keikoa ingår i släktet Brachionus och familjen Brachionidae. Inga underarter finns listade i Catalogue of Life.